# Подгорный (Бузулукский район)
Подгорный — поселок в Бузулукском районе Оренбургской области. Входит в состав сельского поселения Троицкий сельсовет.

## География
Находится на расстоянии примерно 37 километров по прямой на север-северо-восток от города Бузулук.

## История
Основан в XIX  веке. Назван от фамилии хозяева купцов Подгорновых.

## Население
Население составляло 55 человек в 2002 году (русские 93%), 34 по переписи 2010 года.